# Rade Obrenović
Rade Obrenović (* 28. August 1990) ist ein slowenischer Fußballschiedsrichter.
Seit 2017 steht er auf der Liste der FIFA-Schiedsrichter und leitet internationale Fußballspiele.
In der Saison 2021/22 leitete Obrenović erstmals ein Spiel in der Europa Conference League, in der Saison 2022/23 erstmals ein Spiel in der Europa League. Zudem pfiff er bereits Partien in der Nations League, in der europäischen WM-Qualifikation für die Weltmeisterschaft 2022 in Katar sowie Freundschaftsspiele.
Zudem war Obrenović Torrichter im Team von Slavko Vinčić bei der U-21-Europameisterschaft 2017 in Polen. Bei der U-21-Europameisterschaft 2021 in Slowenien und Ungarn wurde er als Vierter Offizieller eingesetzt.
Im April 2024 wurde Obrenović als Unterstützungsschiedsrichter für die Europameisterschaft 2024 in Deutschland nominiert.